# Váldhíd

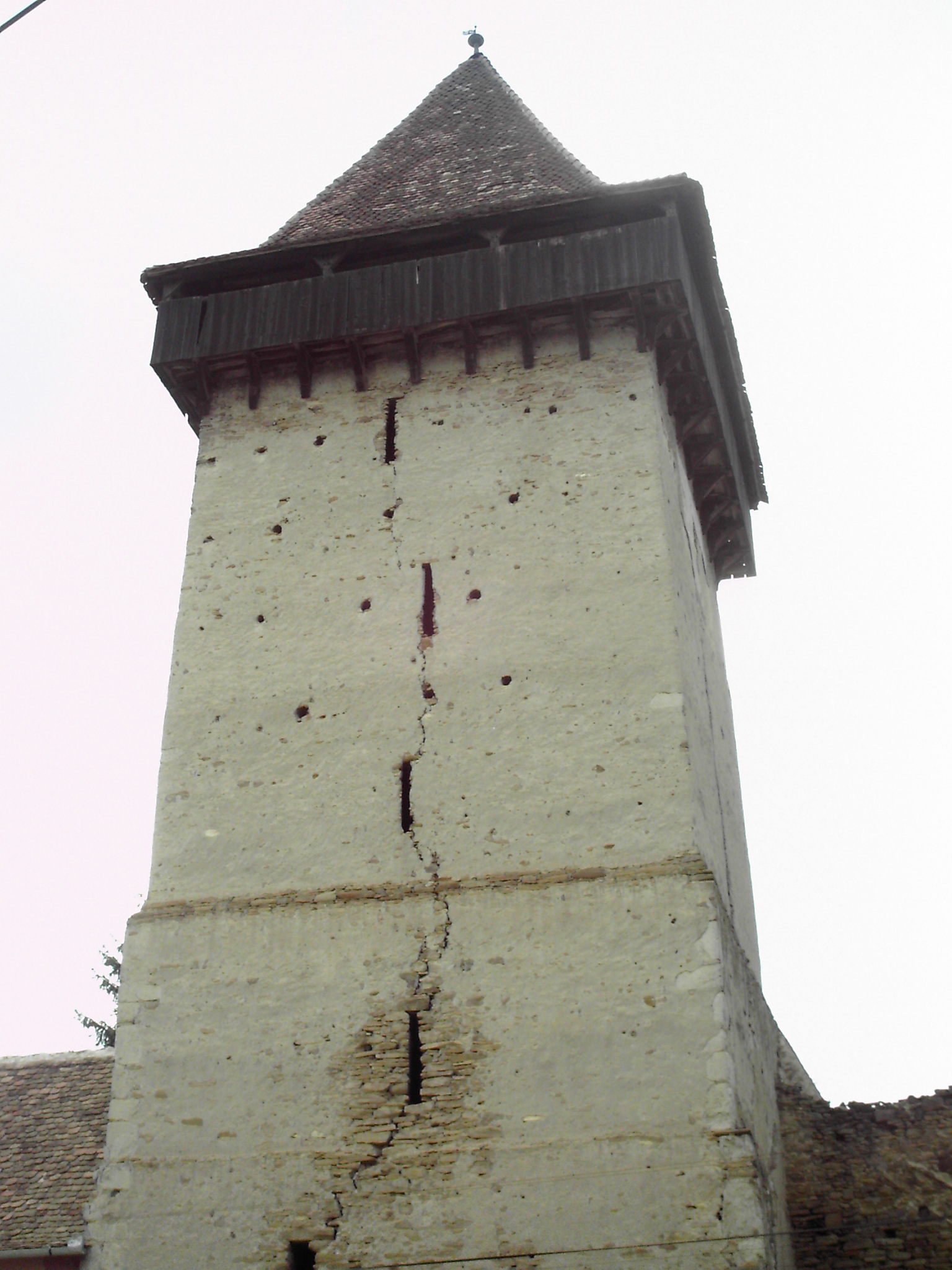
Az erődtemplom legnagyobb tornya

Váldhíd (románul: Valchid, németül: Waldhütten, erdélyi szász nyelven Zillenmarkt) falu Segesvártól 22 km-re délnyugatra Romániában, Szeben megyében.

## Története
Szász alapítású település. Impozáns evangélikus erődtemplomát 1390-ben építették gótikus stílusban. A gyakori török támadások miatt a 16. században sokszög alaprajzú, sarkain vaskos tornyokkal megerősített, magas várfallal vették körül. Mivel a Bocskai-féle felkelés idején a váldhídi szászok a Habsburgok mellé álltak, a fejedelem hajdúi 1605-ben megtámadták a települést. A szászok az erődtemplomba menekültek. Azonban ellenállásuk gyorsan megtört és bántatlanság fejében megadták magukat. A harcokban a templom is megsérült. A hajdúk elvonulása után a helybeliek helyreállították a templomot, ám oltárát és orgonáját csak 1809-ben, illetve 1811-ben újították fel. A szászok kényszerű elvándorlása után a szép épületegyüttes gyorsan pusztulásnak indult. Védőfala több helyen megrepedt, déli saroktornya napjainkra le is dőlt.

## Látnivalók
- Evangélikus erődtemplom